# Barcs
Barcs (ungerskt uttal: [bɒrt͡ʃ]
 ( lyssna), kroatiska: Barč, tyska: Bartsch eller Draustadt) är en stad och kommun i distriktet Barcs i provinsen Somogy i Ungern. Den ligger vid floden Drava alldeles vid gränsen till Kroatien. Kommunen har 9 672 invånare (2024), på en yta av 122,90 km².